# Fruits Basket: Prelude
Fruits Basket: Prelude (: フルーツバスケット -prelude- Furūtsu Basuketto -Pureryūdo-?) es una película animada japonesa de 2022 basada en la serie de manga Fruits Basket de Natsuki Takaya. Fue producida por TMS Entertainment y distribuida por Avex Pictures, la película consiste en un resumen de la adaptación al anime de la serie de 2019, una precuela titulada "Kyо̄ko to Katsuya no Monogatari" que se centra en los padres de Tohru Honda y un epílogo original escrito por Takaya. Está protagonizada por Miyuki Sawashiro, Yoshimasa Hosoya, Manaka Iwami, Nobunaga Shimazaki y Yuma Uchida.
Se anunció un nuevo anime centrado en los padres de Tohru al final del episodio final del anime de 2019. En octubre de 2021, se reveló que era parte de una película recopilatoria, con el regreso del elenco principal y el personal del anime de 2019.
Fruits Basket: Prelude se estrenó en Japón el 18 de febrero y ha recaudado $1,12 millones de dólares en la taquilla japonesa.

## Actores de voz
| Personaje     | Actor de voz original |
| ------------- | --------------------- |
| Kyoko Honda   | Miyuki Sawashiro      |
| Katsuya Honda | Yoshimasa Hosoya      |
| Tohru Honda   | Manaka Iwami          |
| Yuki Soma     | Nobunaga Shimazaki    |
| Kyo Soma      | Yuma Uchida           |

## Producción
Después de la emisión del episodio final de la adaptación al anime de 2019 en junio de 2021, un nuevo anime que se centra en los padres de Tohru, titulado "Kyо̄ko to Katsuya no Monogatari" (今日子と勝也の物語, lit. "La historia de Kyо̄ko y Katsuya"), y se anunció una adaptación teatral del manga original. En octubre de 2021, se anunció una película recopilatoria titulada Fruits Basket: Prelude, que consta de un resumen de la serie de anime de 2019, el anime Kyо̄ko to Katsuya no Monogatari y nuevas escenas de epílogo escritas por Natsuki Takaya, el autor original. Miyuki Sawashiro, Yoshimasa Hosoya, Manaka Iwami, Nobunaga Shimazaki y Yuma Uchida retomaron sus papeles del anime de 2019. El personal principal de la serie, incluido Yoshihide Ibata como director, Taku Kishimoto como guionista, Masaru Shindō como diseñador de personajes, Masaru Yokoyama como compositor y el estudio de animación TMS Entertainment, también regresaron para la película.
En diciembre de 2021, se reveló que Ohashi Trio interpretaría el tema principal de la película, titulado "Niji to Kite" (虹とカイト, literalmente "Rainbow and Kite").

## Estreno
Fruits Basket: Prelude se estrenó en 25 cines en Japón el 18 de febrero de 2022. Se entregaron varios artículos a los espectadores durante las diferentes semanas de la proyección de la película: un folleto de 20 páginas que contenía una adaptación de manga de la historia del epílogo de la película, una réplica del fotograma clave del anime de 2019 que muestra a Kyo y Tohru abrazándose, y postales dibujadas por el diseñador de personajes Masaru Shindō.
Crunchyroll adquirió los derechos de distribución de la película en los Estados Unidos, Canadá y el Reino Unido. La compañía proyectará la película el 25, 28 y 29 de junio en los Estados Unidos y Canadá, en japonés y con doblaje en inglés, y el 20 de julio en el Reino Unido solo con el doblaje. Crunchyroll comenzará a transmitir la película el 6 de octubre de 2022.